# 교황령
교회국(라틴어: Status Ecclesiasticus), 통칭 교황령(라틴어: Status Pontificius, 이탈리아어: Stati Pontificii) 또는 베드로 세습령(라틴어: Patrimonium Petri)은 기독교에서 교황의 세속적인 지배권이 미치는 영토를 가리키는 단어로, 756년 피핀의 기증 때부터 1870년 이탈리아 왕국에 멸망, 합병되기 전까지, 천 년 넘게 이탈리아반도의 주요 도시국가 가운데 하나였다. 그 후 교황령은 사실상 멸망이나 마찬가지인 상태였으나, 1929년 라테라노 조약에 따라 로마시 안에 바티칸 시국을 건국함으로써 제한적으로나마 교황의 영토 주권이 회복되었다.

## 기원
기독교는 3세기 초만 해도 법외 조직이었기 때문에 재산을 소유하거나 양도할 수가 없었다. 초기 교회들은 유복한 신자의 넓은 방에 군중이 모이는 형식이었으며 초기 로마 교회의 상당수는 교회의 후원자들로부터 헌납받은 고대 로마의 변두리 인근에 건축하였다(명의본당 참조). 321년 로마 황제 콘스탄티누스 1세가 교회에 대한 규제를 철폐한 이후 신앙심이 깊은 부자들의 기부를 통해 교회의 사유 재산은 급속히 증가하였다. 라테라노 궁전은 상당한 기증의 첫 번째로 콘스탄티누스 황제 자신이 교황에게 선물로 준 것이었다. 이내 교회는 이탈리아 본토뿐만 아니라 속주에서도 기증을 받게 되었다. 그러나 이 당시만 해도 교회는 개인 지주로서 땅을 갖고 있었지만, 통치자로 군림하지는 않았다. 5세기 이탈리아 반도는 처음엔 오도아케르와 동고트 왕국의 지배를 거쳐 이탈리아 교회와 교회의 우두머리인 로마의 주교, 곧 교황의 지배 아래 복종하게 되었다. 이때부터 교황은 영적 수위권과 더불어 세속적 주권을 주장하기 시작하였다.
군주제 국가로서 교황령의 시초는 6세기에 세워졌다. 콘스탄티노폴리스에 있는 동로마 제국은 10년에 걸쳐 나라의 정치와 경제 구조를 파탄시킨 이탈리아 재정복에 착수하였다. 당시 랑고바르드족은 북쪽에서 이탈리아반도로 들어와 수많은 지방을 정복하였다. 7세기까지 라벤나로부터 사나운 공격을 받으면서 동로마의 권위는 황제의 대리인 또는 총독이 있는 로마와 남쪽의 나폴리로 크게 한정되었다. 이에 동로마가 북동 끝에 군사력을 집중하면서 상대적으로 소홀해진 로마 시에 대한 지배권이 무력해져 갔다. 이에 로마 주교는 이탈리아 영토의 한 부분을 소유한 영주로서 힘이 실리면서 차츰 두각을 나타내기 시작했다. 명목상 여전히 동로마의 영토로 남은 로마 공국이 교황의 영향 아래 놓이게 되면서 교회에 의해 지배받는 독립국과 같은 모습을 갖게 되었다.
교회의 독립과 관계하여 이탈리아에서 교황권에 대한 대중의 지지도가 올라가면서, 교황들은 이제 동로마 황제의 뜻을 거스르는 행위도 가능해졌다. 교황 그레고리오 2세는 동로마 황제 레오 3세를 파문하기까지 하였다. 그렇지만, 교황과 총독은 이탈리아에서 점차 세력을 키워가는 랑고바르드족을 제어하려고 손을 잡았다. 동로마의 힘이 약해지더라도, 교황은 보통 협박과 뇌물의 외교술을 통해 랑고바르드족으로부터 로마를 지키는 큰 역할을 하였다. 그러나 실제로는 교황들은 동로마 제국의 노쇠 탓에 강성해지고 있는 랑고바르드족을 섬기면서 달래는 데 더 집중하였다.
728년 교황 그레고리오 2세와 랑고바르드의 리우트프란트가 경계선을 구체화하기 위한 ‘수트리 기증’ 협정을 맺으면서 교황령 창건을 위한 결정적인 순간이 도래하게 된다.

## 피핀의 기증과 신성 로마 제국

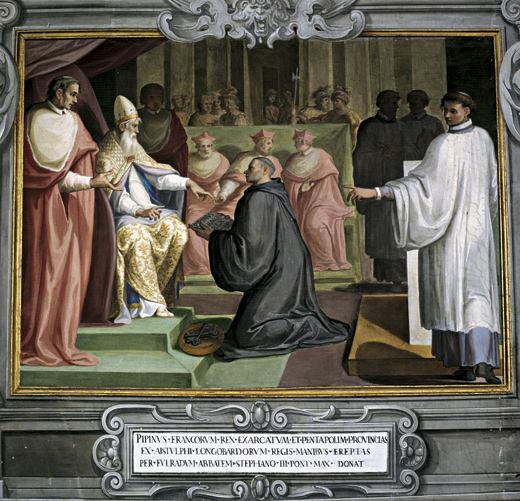
피핀의 기증

751년 총독부가 결국 랑고바르드족에 의해 함락되었을 때, 로마 공국은 이론적으로는 아직 동로마 제국의 일부였지만, 실질적으로는 동로마 제국과 완전히 단절되었다. 교황 스테파노 2세는 랑고바르드족의 위협을 피하기 위해 중립을 선언하면서, 비밀리에 프랑크 왕국의 국왕 단신왕 피핀에게 도움을 요청하였다. 교황 자카리아의 재촉을 받은 피핀은 메로빙거 왕조의 얼굴마담인 힐데리히 3세를 폐위하고 751년 성 보니파시오에 의해 왕위에 올랐다. 스테파노 2세는 나중에 피핀에게 ‘로마 총독’의 칭호를 내렸다. 피핀은 754년과 756년에 프랑크군을 이끌고 이탈리아에 들어왔다. 피핀은 이탈리아 북부의 랑고바르드족 세력을 무찌르고 교황에게 옛 라벤나 총독부의 영토를 증여하였다. 역사학계에서는 이 사건을 가리켜 피핀의 기증이라고 부른다. 781년 샤를마뉴는 교황이 속계의 주권자로서 다스릴 수 있는 영토의 범위를 성문화했다. 그리하여 로마 공국을 주축으로 라벤나, 베네벤토, 토스카나, 코르시카, 롬바르디아, 그리고 이탈리아 도시들의 상당수가 편입되면서 교황의 영토가 크게 넓어졌다. 800년 교황과 카롤링거 왕가 사이의 우호관계가 최고조에 이르렀을 때, 교황 레오 3세는 샤를마뉴를 초대 ‘로마 황제(Augustus Romanorum)’로 임명하는 대관식을 거행하였다.
그러나 교황과 황제, 그리고 교황령과 제국 사이의 관계가 명확하지 않았다. 교황이 이탈리아 중부에서 떼어놓은 영토의 통치자인지 아니면 단지 교황령은 프랑크 제국의 일부이고 교황은 그 지역의 행정감독인지 확실하지 않았기 때문이다. 9세기의 축제가 뒤로 후퇴한 분쟁이 일어났다. 샤를마뉴의 손자들에게 각각 영토가 분할되면서 프랑크 제국이 무너졌고, 10세기에 로마의 지방 귀족들의 횡포와 함께 후세에 창부정치라고 이름 붙여진 상황이 닥치면서 교황의 위세는 크게 손상을 입었다. 실제로 교황들은 땅이 넓고 산지인 데다가, 크고 작은 백작령과 후작령과 더불어 옛 롬바르드 정부 체제를 유지하는 지역이 많은 교황령 안에서 효과적인 주권을 행사하는 것이 불가능했다.
10세기 중엽 독일 국왕 오토 1세가 이탈리아 북부를 정복하였다. 교황 요한 12세는 그의 황제 즉위식을 거행한 대가로 교황령의 독립을 보장받았다. 그럼에도 두 세기에 걸쳐 교황과 황제는 여러 가지 논쟁으로 말다툼을 벌였으며, 독일 국왕 및 황제들은 이탈리아에 군사력을 투입했을 때 교황령을 종종 자신들의 영토로 취급하곤 하였다.
황제의 간섭으로부터 교황령의 행정이 자유로워야 한다는 주장은 그레고리오 개혁에 주요한 동기를 부여했으며, 호엔슈타우펜 왕가의 근절 이후 독일 황제들은 이탈리아 정세에 좀처럼 간섭하지 않았다. 1300년까지 교황령은 이탈리아의 나머지 공국들을 따라서 독립을 유지하였다.
1309년에서 1378년까지 교황은 프랑스 국왕의 지배를 받아 아비뇽에 거주하게 되었다(아비뇽 유수). 교황이 아비뇽에 있는 동안 이탈리아에 있는 교황령은 형식적으로만 교황의 통치 아래 있었다. 이 기간에 아비뇽 시 전체가 교황령에 합병되었다. 아비뇽은 교황이 로마로 돌아간 후에도 프랑스 혁명이 발발하기 전까지 계속 교황청의 영역으로 남아 있었다.

## 르네상스
르네상스 시대 동안 교황의 영유지는 알렉산데르 6세와 율리오 2세 교황들의 통치 아래 현저하게 훨씬 확장되었다. 이 시기의 교황은 다른 나라와 조약을 맺고 전쟁도 치르는 등 교회의 우두머리뿐만 아니라 이탈리아에서 가장 중요한 현세의 주권자 가운데 한 사람이기도 했다. 당시 교황령의 많은 지역은 단지 명목상으로만 교황의 지배를 받을 뿐 실제로는 군소영주들에 의해 지배받고 있었다. 그래서 교황들은 자신들의 지배권을 확고히 하고자 항상 군소영주들과 크고 작은 다툼을 벌였다: 실제로 교황청은 16세기까지 얼마간 참된 지배권을 손에 넣었다.
18세기에 이르러 교황청은 이탈리아 중부 -라티움, 움브리아, 마르케, 그리고 라벤나, 페라라, 볼로냐의 교황 대사관저- 와 북쪽으로는 로마냐 지방에 이르는 광활한 영토를 손에 넣었다. 또한, 이탈리아 남부의 작은 나라 베네벤토와 폰테코르보, 그리고 프랑스 남부의 아비뇽 인근도 손아귀에 넣었다.

## 프랑스 혁명과 나폴레옹 시대

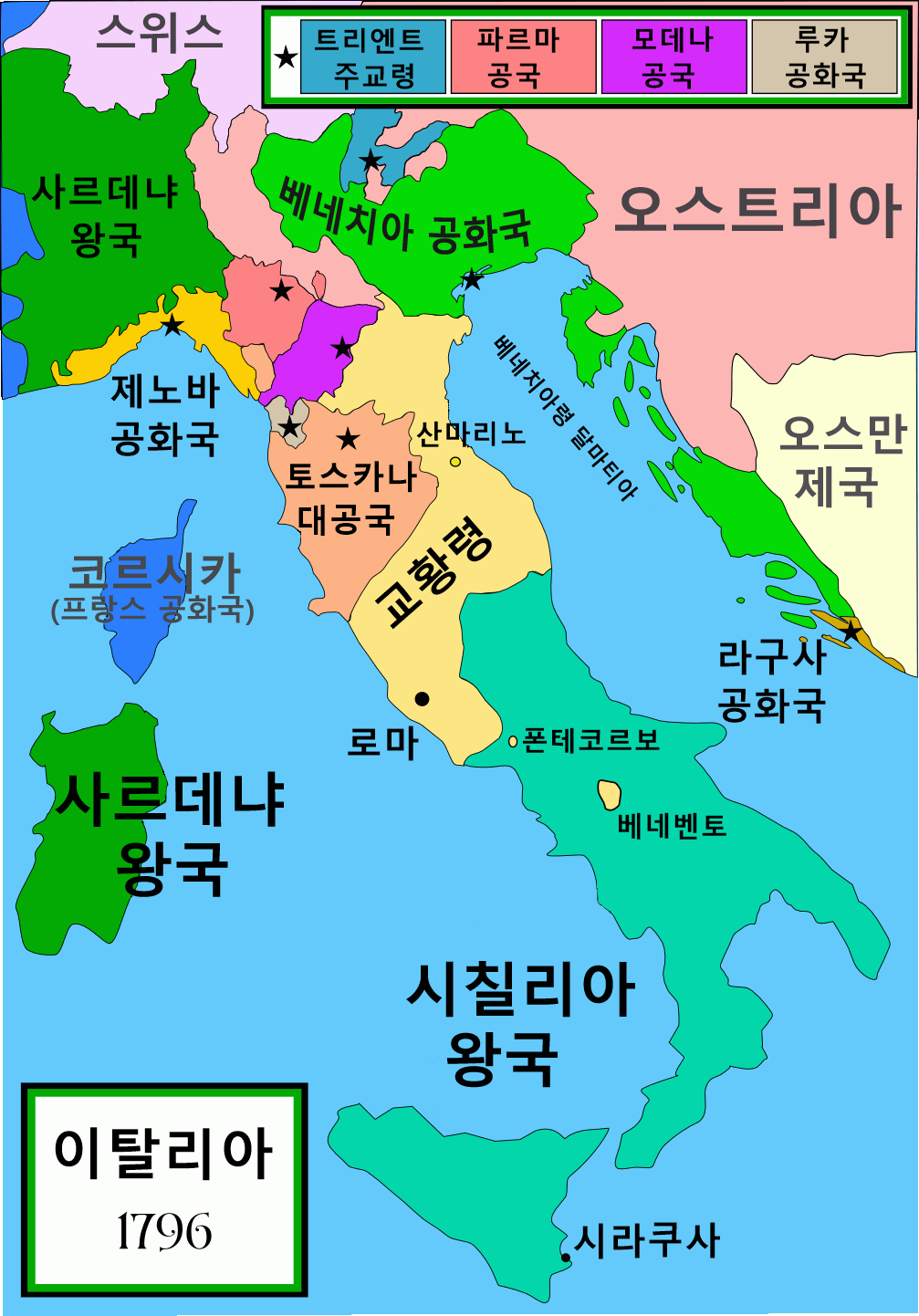
1796년의 이탈리아 지도, 교황령을 비롯하여 나폴레옹 전쟁 이전의 이탈리아 모습을 보여주고 있다.

프랑스 혁명 세력이 교황의 세속 영토에 막심한 피해를 입힌 것을 통해 그들이 일반적으로 가톨릭교회를 노린다는 것이 증명되었다. 프랑스에 남아 있던 교황령은 1791년 프랑스에 공화정이 들어서기 직전까지는 샤를마뉴 시대의 크기를 유지하였으나, 1791년 공화국 정부에 의해 완전히 국유화되었다. 훗날 1796년 프랑스군의 이탈리아 침공과 함께 공사관들은 프랑스 혁명 세력이 세운 치살피나 공화국의 영토로 탈취당했다. 2년 후 프랑스군은 교황령을 공격하면서 로마 공화국을 선언하였다. 교황 비오 6세는 1799년 프랑스 망명 도중에 선종하였다. 1800년 6월 교황령이 복구되면서 교황 비오 7세가 돌아왔다. 그러나 1808년 프랑스군이 다시 침입하였고 이번에는 교황령의 남은 지역도 모두 프랑스에 병합되었다.
1814년 나폴레옹 체제의 몰락과 함께 교황령이 회복되었다. 1814년부터 1846년 교황 그레고리오 16세의 선종에 이르기까지 대부분의 교황들은 교황령 안에서 반동 정책을 가혹하게 추진하였다. 한 예로서 로마 시는 서유럽에서 유다인 집단 거주지(게토)를 마지막까지 유지하였다. 그레고리오 16세의 뒤를 이어 자유주의적 성향을 가진 비오 9세가 선출되면서 교황령에도 변화의 희망이 찾아왔다.

## 이탈리아 민족주의와 교황령의 멸망
나폴레옹 시대 동안 싹트기 시작한 이탈리아 민족주의는 반동 복고적 성격을 지닌 빈 회의(1814-1815)의 결의에 따라 오스트리아 합스부르크의 지배가 들어서면서 분열 상태에 빠져 퇴색하였다. 1848년 민족주의와 자유주의 혁명은 유럽을 가로질러 잇따라 일어났다. 1849년 로마 공화국이 선언되자 교황은 로마에서 탈출하였다. 프랑스 제2공화정의 새 대통령으로 당선된 루이 나폴레옹 보나파르트는 보수적인 국내 가톨릭 여론을 누그러뜨리고자 오스트리아와 손잡고 로마에 군대를 보내 교황에 의한 통치체제를 부활시켰다. 격전 후 비오 9세는 로마로 돌아왔다. 이후 그는 과거 자신의 자유주의적 성향을 후회했음은 물론 오히려 전임자들보다 더 가혹하고 억압적인 보수정책을 추진하였다. 그러나 철도, 전신기, 가스등의 도입 정책은 계속 이어갔다.
그러자 이탈리아의 민족주의자들은 교황령을 이탈리아 통일을 가로막는 주요한 장애물로 간주하였다. 1852년 스스로 나폴레옹 3세 황제로 등극한 루이 나폴레옹은 표리부동한 행동을 하였는데, 그는 사르데냐와 동맹을 맺는 한편 교황을 보호한다는 구실로 로마로의 프랑스군 파병을 지속하였다.
제2차 이탈리아 독립 전쟁 후, 이탈리아 북부의 많은 지역이 사보이 왕가 정부 아래 통합하였다. 그 여파로 주세페 가리발디의 천인대원정에 의해 부르봉 왕가의 양시칠리아 왕국이 전복되었다. 가리발디가 남쪽에 공화정부를 설립할 것을 염려한 사르데냐는 양시칠리아를 치려고 로마를 침범하지 않는다는 조건 아래 나폴레옹의 출병 승인을 청원하였다. 1860년 여러 지역에서 교황의 지배에 반대하는 폭동이 일어남과 더불어 사르데냐군은 교황령을 횡단 급거 남하하여 이탈리아 남부에 대한 지배력을 굳혔다. 같은 해 11월에는 볼로냐, 페라라, 움브리아, 마르케, 베네벤토, 폰테코르보를 모두 취하고, 통일 이탈리아 왕국을 선포하였다. 교황령은 로마 부근의 라티움까지 영토가 적어졌다.

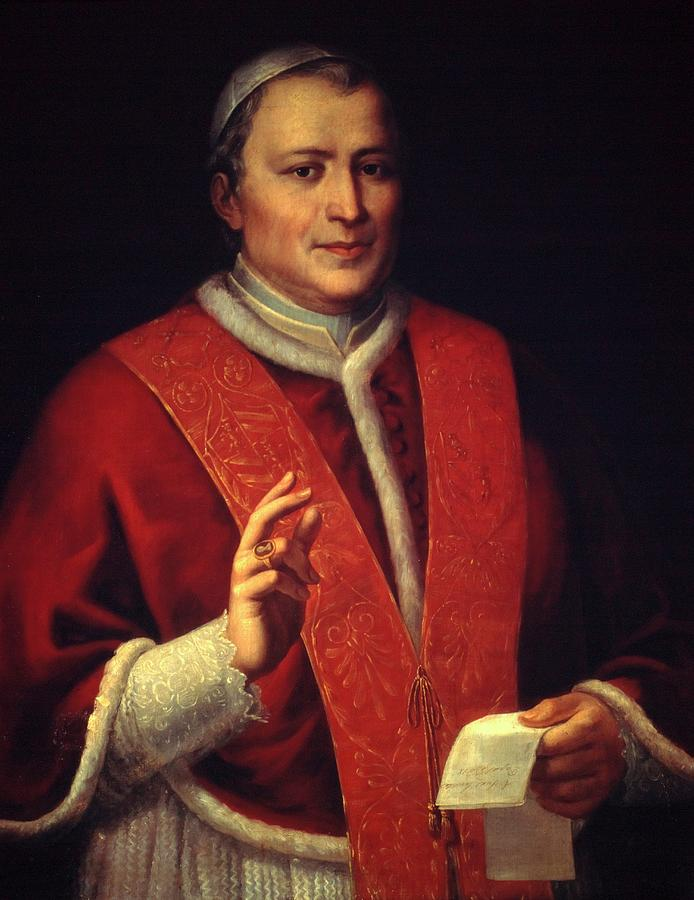
교황 비오 9세, 그의 치세에 교황령이 몰락하여 세속의 지배 아래 놓이게 된다.

1861년 3월 이탈리아 의회는 이미 교황령의 수도인 로마를 통일 이탈리아의 새로운 수도로 정할 것을 결의하였다. 그러나 나폴레옹 3세가 프랑스군을 로마에 계속 주둔시켜 교황을 보호하고 있었기 때문에 이탈리아 정부는 로마에 함부로 손을 쓸 수가 없었다. 1870년 7월 프로이센-프랑스 전쟁이 시작되면서 마지막으로 남은 교황령을 제거할 기회가 찾아왔다. 나폴레옹 3세 황제는 자국인 프랑스의 방어를 위해 로마에서 주둔시킨 군대를 불러와야 했기 때문에 교황을 더는 보호해줄 수가 없었다. 스당 전투에서의 패배로 프랑스 제2제정이 붕괴한 후 이탈리아 정부에게 로마를 획득하라고 요구하는 시위가 전국 각지에서 일어났다. 비토리오 에마누엘레 2세 국왕은 폰차 디 산 마르티노 백작을 보내 교황의 체면을 세워주고자 이탈리아군이 교황을 보호한다는 구실로 로마에 무혈입성할 수 있게 허락해 달라고 제안하였다.
1870년 9월 10일 산 마르티노를 접견한 교황은 그에게 적의를 나타냈다. 비오 9세는 크게 격분했지만, 산 마르티노가 도망가도록 내버려 두었다. 교황은 왕의 편지를 테이블 위로 던져버린 다음 “대단한 충성심이로다! 그대들은 모두 한 무리의 독사이자 회칠한 무덤이요, 신앙심이 부족한 자들이오.”라고 외쳤다. 그는 왕이 보낸 다른 편지들에 관해서도 우회적으로 언급했을 것으로 추측된다. 잠시 후 가까스로 진정한 교황은 “나는 예언자는 물론, 예언자의 아들도 아니오. 그러나 내 단언컨대, 그대는 이곳 로마에 두 번 다시 발을 들여놓지 못할 것이오!”라고 소리쳤다. 이에 엄청난 굴욕을 느낀 산 마르티노는 다음날에 로마를 떠났다.
한편 국왕의 편지를 다 읽은 교황의 반응은 냉담했다. 크게 분노한 비오 9세는 국왕의 제안을 단호하게 거부하였다. 같은 해 9월 10일 이탈리아는 교황령에 선전포고하였으며, 9월 11일에는 이탈리아군이 로마로 진격하였다. 9월 19일에는 이탈리아군이 로마를 포위하였으며, 결국 1870년 9월 20일 로마는 이탈리아군에 의해 함락되었다. 이로써 로마와 라티움은 이탈리아 왕국의 영토로 흡수되었고 교황령 은 천년만에 멸망한다.
이로써 교황령은 로마 내의 104에이커에 불과한 바티칸 시로 축소되었다. 그 뒤 교황령의 범위를 놓고 교황청과 이탈리아 정부 간의 교섭이 여러 차례 있었으나 모두 실패하였으며, 교황청은 이탈리아 정부가 내놓은 교황 보장법을 인정하지 않았다. 교황령의 범위가 오늘날의 크기로 확정된 것은 1929년 교황 비오 11세와 파시스트 이탈리아 사이의 라테라노 조약에 의해서였다.

## 같이 보기
- 로마의 역사
- 바티칸 시국
- 신성 로마 제국
- 아비뇽 유수기
- 이탈리아 통일
- 콘스탄티누스의 기증
- 피핀의 기증